# Kangra-Lambagraon

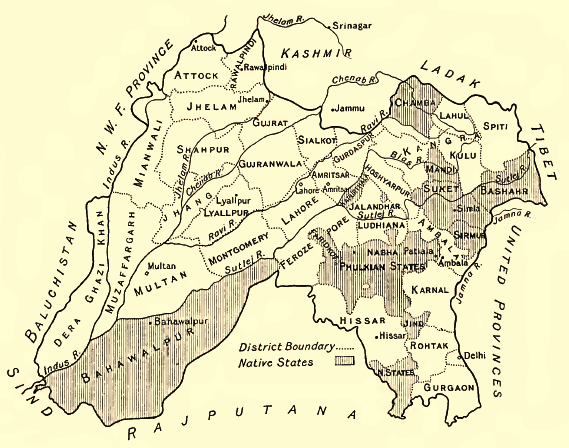
Carte des districts du Penjab britannique de 1911. Le district de Kangra, qui comprend Lambagraon et en partie l'ancien royaume, y est figuré en haut à droite.

Kangra était un État princier des Indes, dirigé par des souverains qui portaient le titre de radjah et dont la dernière capitale fut Nagarkot (le Fort de Kangra). Conquis par les Britanniques, cet État fut supprimé en 1823 et réduit à un minuscule territoire laissé aux souverains et appelé Lambagraon.
À partir de 1924, la Principauté de Lambagraon put reprendre le nom de Kangra, d'où l'appellation Kangra-Lambagraon, et elle  subsista jusqu'en 1948, date à laquelle elle rejoignit l'État indien de l'Himachal-Pradesh.

## Liste des radjahs de Kangra et de Lambagraon de 1775 à 1948

### Radjah de Kangra
- - 1775-1823 Sansar-Chandra II (1765-1823)

### Radjahs de Lambagraon
- - 1823-1833 Aniruddha-Chandra II (+1833)
  - 1833-1847 Ranbir-Chandra (1808-1847)
  - 1847-1851 Pramodh-Chandra (1815-1851)
  - 1851-1864 Pratap-Chandra III (1822-1864)
  - 1864-1933 Jay-Chandra VI (1861-1933)
  - 1933-1948 Dhruv-Chandra (1923-1988)